# Henri Schoeman (judoka)
Henri Schoeman (Zutphen, 22 april 1983) is een voormalig Nederlands judoka. Zijn laatste grote toernooi bij de senioren was de NK judo in 2012. Hij begon zijn loopbaan bij Mirjam van 't Hul (Judo Zutphen). Een van de hoogtepunten was het bereiken van de halve finale van de WK judo in 2005.
Inmiddels is hij docent bewegingsonderwijs op het voortgezet onderwijs en geeft judo workshops.

## Erelijst

### Super Wereldbeker
- 2006 Hamburg, Duitsland (–73 kg)
- 2007 Hamburg, Duitsland (–73 kg)

### Wereldbeker
- 2004 Rotterdam, Nederland (–73 kg)
- 2006 Rotterdam, Nederland (–73 kg)